# Европейцы (фильм)
«Европейцы» (англ. The Europeans) — кинофильм режиссёра Джеймса Айвори, вышедший на экраны в 1979 году. Экранизация одноимённого романа Генри Джеймса.

## Сюжет
Действие происходит во второй половине XIX века. Вентворты — одно из почтенных семейств Новой Англии, проживающее недалеко от Бостона. Однажды в их доме появляются дальние родственники, прибывшие из Европы, — Феликс Янг и его сестра Евгения, имеющая благодаря неудачному замужеству титул баронессы. Пришельцы поначалу очарованы патриархальной атмосферой американской глуши и сами становятся её возмутителями, оказавшись в центре внимания местного общества. Одной из их целей является удачный брак с богатыми американскими родственниками. И если отношения Феликса с кузиной Гертрудой оказываются вполне счастливыми, то ухаживания Роберта Эктона за несколько отстранённой Евгенией ни к чему не приводят.

## В ролях
- Ли Ремик — Евгения Янг
- Робин Эллис — Роберт Эктон
- Уэсли Эдди — мистер Вентворт
- Тим Чоути — Клиффорд
- Лиза Айкхорн — Гертруда
- Кристин Гриффит — Лиззи Эктон
- Нэнси Нью — Шарлотта
- Норман Сноу — мистер Брэнд
- Хелен Стенборг — миссис Эктон
- Тим Вудвард — Феликс Янг
- Гедда Петри — Августина

## Награды и номинации
- 1979 — участие в конкурсной программе Каннского кинофестиваля.
- 1979 — попадание в десятку лучших фильмов года по версии Национального совета кинокритиков США.
- 1980 — номинация на премию «Оскар» за лучшую работу художника по костюмам (Джуди Муркрофт).
- 1980 — номинация на премию «Золотой глобус» за лучший иностранный фильм.
- 1980 — три номинации на премию BAFTA: лучшая актриса второго плана (Лиза Айкхорн), лучшая работа художника-постановщика (Джеремайя Рускони), лучшая работа художника по костюмам (Джуди Муркрофт).